# Heinrich de Bavière (1922-1958)
Heinrich de Bavière (en allemand : Heinrich Franz Wilhelm Prinz von Bayern), né au château de Hohenburg, Lenggries, Allemagne, le 28 mars 1922 et mort accidentellement à San Carlos de Bariloche, Argentine, le 14 février 1958, est un membre de la maison royale de Wittelsbach ayant régné sur la Bavière jusqu'en 1918.

## Biographie

### Famille

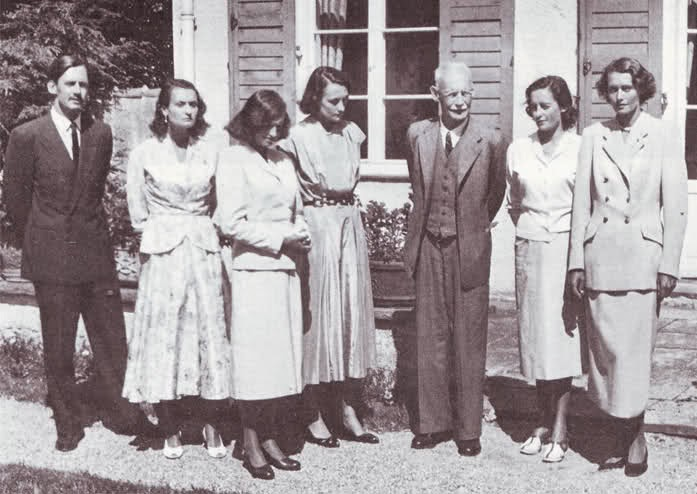
Heinrich de Bavière (à gauche), ses cinq sœurs et leur père Rupprecht vers 1950.

Le prince Heinrich, né en 1922 au château de Hohenburg en Bavière, est le fils aîné du prince héritier Rupprecht de Bavière et de sa seconde épouse la princesse Antonia de Luxembourg,.
Heinrich de Bavière a un frère aîné et cinq sœurs cadettes : 
- Albert (1905-1996), seul enfant survivant né de la première union de son père avec Marie Gabrielle en Bavière[3],
- Irmingard (1923-2010),
- Editha (1924-2012),
- Hilda (1926-2002),
- Gabriele (1927-2019),
- Sophie (née en 1935)[2].

### Seconde Guerre mondiale
À la suite de l'élection d'Adolf Hitler, les membres de la famille Wittelsbach commencent à souffrir de la persécution par les nazis. Dès le début du 3e Reich, le palais des Wittelsbach à Munich leur est confisqué et sert à partir d'octobre 1933 de siège munichois de la Gestapo, puis à partir de 1934-1935, de prison de la Gestapo. Le château de Leutstetten, résidence d'été de la famille, leur est également confisqué.
À partir de 1936, Irmingard et sa sœur Editha sont envoyées au pensionnat du couvent du Sacré-cœur en Angleterre à Roehampton. L'année suivante, ses sœurs Hilda et Gabriele les rejoignent. Heinrich, se rend, lui aussi, en Angleterre en 1938 et étudie à partir de ses 16 ans à l'université d'Oxford.

### Mariage en France
Le 30 juillet 1951, à Saint-Jean-de-Luz, Heinrich de Bavière épouse civilement, puis religieusement le lendemain en la chapelle Saint-Joseph également à Saint-Jean-de-Luz, Anne de Lustrac, née le 27 septembre 1927 à Neuilly-sur-Seine, fille de Jean baron de Lustrac, officier de l'armée française et vétéran décoré de la Première Guerre mondiale, et de son épouse américaine, Helen Reid, fille de Fergus Reid, originaire de Norfolk en Virginie. Elle reçoit de son beau-père, Rupprecht de Bavière, la croix de l'ordre de Sainte-Élisabeth. Le couple n'a pas eu d'enfants.

### Mort accidentelle en Argentine
Heinrich de Bavière meurt dans un accident de voiture à San Carlos de Bariloche, province de Río Negro, Argentine, dans les Andes, le 14 février 1958, à l'âge de 35 ans,. Il est inhumé à l'abbaye d'Andechs. La veuve du prince Heinrich, Anne de Lustrac, est également décédée dans un accident de voiture à Milan, en Italie, le 16 août 1999.

## Honneurs
Heinrich de Bavière est :
- Chevalier de l'ordre de Saint-Hubert (Bavière) ;
- Chevalier de l'ordre de Saint-Georges de Bavière ;
- Bailli Grand-croix d'honneur et de dévotion de l'ordre souverain de Malte.

## Ascendance de Heinrich de Bavière
|  |                                               |  |  |  |  |  |  |  |  |  |  |  |  |
|  | 8. Luitpold de Bavière                        |  |  |  |  |  |  |  |  |  |  |  |  |
|  |                                               |  |  |  |  |  |  |  |  |  |  |  |  |
|  |                                               |  |  |  |  |  |  |  |  |  |  |  |  |
|  | 4. Louis III de Bavière                       |  |  |  |  |  |  |  |  |  |  |  |  |
|  |                                               |  |  |  |  |  |  |  |  |  |  |  |  |
|  |                                               |  |  |  |  |  |  |  |  |  |  |  |  |
|  | 9. Auguste-Ferdinande de Habsbourg-Toscane    |  |  |  |  |  |  |  |  |  |  |  |  |
|  |                                               |  |  |  |  |  |  |  |  |  |  |  |  |
|  |                                               |  |  |  |  |  |  |  |  |  |  |  |  |
|  | 2. Rupprecht de Bavière                       |  |  |  |  |  |  |  |  |  |  |  |  |
|  |                                               |  |  |  |  |  |  |  |  |  |  |  |  |
|  |                                               |  |  |  |  |  |  |  |  |  |  |  |  |
|  | 10. Ferdinand Charles Victor d'Autriche-Este  |  |  |  |  |  |  |  |  |  |  |  |  |
|  |                                               |  |  |  |  |  |  |  |  |  |  |  |  |
|  |                                               |  |  |  |  |  |  |  |  |  |  |  |  |
|  | 5. Marie-Thérèse de Modène                    |  |  |  |  |  |  |  |  |  |  |  |  |
|  |                                               |  |  |  |  |  |  |  |  |  |  |  |  |
|  |                                               |  |  |  |  |  |  |  |  |  |  |  |  |
|  | 11. Élisabeth de Habsbourg-Hongrie            |  |  |  |  |  |  |  |  |  |  |  |  |
|  |                                               |  |  |  |  |  |  |  |  |  |  |  |  |
|  |                                               |  |  |  |  |  |  |  |  |  |  |  |  |
|  | 1. Heinrich de Bavière                        |  |  |  |  |  |  |  |  |  |  |  |  |
|  |                                               |  |  |  |  |  |  |  |  |  |  |  |  |
|  |                                               |  |  |  |  |  |  |  |  |  |  |  |  |
|  | 12. Adolphe de Luxembourg                     |  |  |  |  |  |  |  |  |  |  |  |  |
|  |                                               |  |  |  |  |  |  |  |  |  |  |  |  |
|  |                                               |  |  |  |  |  |  |  |  |  |  |  |  |
|  | 6. Guillaume IV de Luxembourg                 |  |  |  |  |  |  |  |  |  |  |  |  |
|  |                                               |  |  |  |  |  |  |  |  |  |  |  |  |
|  |                                               |  |  |  |  |  |  |  |  |  |  |  |  |
|  | 13. Adélaïde d'Anhalt-Dessau                  |  |  |  |  |  |  |  |  |  |  |  |  |
|  |                                               |  |  |  |  |  |  |  |  |  |  |  |  |
|  |                                               |  |  |  |  |  |  |  |  |  |  |  |  |
|  | 3. Antonia de Luxembourg                      |  |  |  |  |  |  |  |  |  |  |  |  |
|  |                                               |  |  |  |  |  |  |  |  |  |  |  |  |
|  |                                               |  |  |  |  |  |  |  |  |  |  |  |  |
|  | 14. Michel Ier de Portugal                    |  |  |  |  |  |  |  |  |  |  |  |  |
|  |                                               |  |  |  |  |  |  |  |  |  |  |  |  |
|  |                                               |  |  |  |  |  |  |  |  |  |  |  |  |
|  | 7. Marie-Anne de Portugal                     |  |  |  |  |  |  |  |  |  |  |  |  |
|  |                                               |  |  |  |  |  |  |  |  |  |  |  |  |
|  |                                               |  |  |  |  |  |  |  |  |  |  |  |  |
|  | 15. Adélaïde de Löwenstein-Wertheim-Rosenberg |  |  |  |  |  |  |  |  |  |  |  |  |
|  |                                               |  |  |  |  |  |  |  |  |  |  |  |  |
|  |                                               |  |  |  |  |  |  |  |  |  |  |  |  |